# Ivan Ćurjurić
Ivan Ćurjurić (Zara, 29 settembre 1989) è un calciatore croato, centrocampista dell'Hrvatski vitez Posedarje.

## Palmarès

### Club

#### Competizioni nazionali
- B' Katīgoria: 1

EN Paralimni: 2017-2018